# Gitanga (vattendrag)
Gitanga är ett vattendrag i Burundi. Det ligger i den centrala delen av landet, 70 kilometer sydost om huvudstaden Bujumbura.
Omgivningarna runt Gitanga är en mosaik av jordbruksmark och naturlig växtlighet. Runt Gitanga är det ganska tätbefolkat, med 124 invånare per kvadratkilometer.